# Stachybotrys waitakere
Stachybotrys waitakere är en svampart som beskrevs av Whitton, McKenzie & K.D. Hyde 2001. Stachybotrys waitakere ingår i släktet Stachybotrys, ordningen köttkärnsvampar, klassen Sordariomycetes, divisionen sporsäcksvampar och riket svampar.   Inga underarter finns listade i Catalogue of Life.